# Uropeltis rubromaculatus
Espèce
Synonymes
- Silybura rubromaculata Beddome, 1867
- Uropeltis rubromaculata (Beddome, 1867)

Statut de conservation UICN

 LC  : Préoccupation mineure
Uropeltis rubromaculatus est une espèce de serpents de la famille des Uropeltidae.

## Répartition
Cette espèce est endémique du sud de l'Inde. Elle se rencontre dans les Anaimalai Hills au Kerala et dans les monts Nîlgîri au Tamil Nadu.

## Publication originale
- Beddome, 1867 : Descriptions and figures of Five New Snakes from the Madras Presidency. Madras Quarterly Journal of Medical Science, vol. 11, p. 14-16 (texte intégral).